# Marco Zaffaroni
Marco Zaffaroni (Milano, 20 gennaio 1969) è un allenatore di calcio ed ex calciatore italiano, di ruolo difensore.

## Carriera

### Giocatore
Ha totalizzato 88 presenze (e una rete) in Serie B, tutte con la maglia del Taranto; poi ha giocato 500 partite in Serie C in squadre quali Solbiatese, Saronno, Legnano, Pro Patria, Monza. Ha concluso la sua carriera da calciatore nel Turate all'età di 40 anni, per intraprendere subito dopo quella di allenatore.

### Allenatore

#### Gli inizi
Nel 2009-10 ricopre l'incarico di vice allenatore al Perugia e, dall'anno successivo, diventa capo allenatore nella formazione di Eccellenza della Folgore Verano, portandola ai playoff. Nel 2011-12 la società si fonde con l'U.S. Caratese (militante in Serie D), dando luogo alla Folgore Caratese, della quale lui sarà l'allenatore per due anni. Nel 2013-14 assume l'incarico di allenatore della Caronnese, militante anch'essa in Serie D. Vi rimane per tre anni, stazionando abbastanza stabilmente ai vertici del girone, ma senza centrare la vittoria.

#### Monza e Albinoleffe
Il 24 maggio 2016 viene annunciato il suo ingaggio da parte del Monza, portato al primo posto in classifica nel girone B della Serie D, con la conquista della promozione in Lega Pro con due turni d'anticipo. Il 22 ottobre 2018 viene esonerato dalla società brianzola.
Il 24 giugno 2019 viene annunciato come allenatore dell'AlbinoLeffe. Al primo anno arriva ottavo nel girone A della Serie C perdendo il primo turno dei play-off. Nella stagione seguente invece arriva settimo e ai play-off elimina Pontedera, Grosseto, Modena e Catanzaro venendo poi eliminato in semifinale dall'Alessandria (1-2 e 2-2). Il 24 giugno 2021 viene annunciata la sua separazione dal club.

#### Chievo e Cosenza
Il 9 luglio seguente viene assunto dal Chievo, con cui firma un contratto annuale con opzione per il secondo. Il 26 luglio il club veneto viene escluso dalla Serie B, e quindi rimane svincolato.
Il 7 agosto 2021 viene nominato nuovo tecnico del Cosenza, ripescato in Serie B dopo l'esclusione dei clivensi. Debutta il 13 agosto nella sconfitta per 4-0 contro la Fiorentina, gara valida per i trentaduesimi di Coppa Italia. Tuttavia, a seguito di una partenza difficile (complice una squadra allestita con molto ritardo), il 6 dicembre dopo 16 giornate viene esonerato con la squadra sedicesima con 15 punti.

#### Verona
Il 3 dicembre 2022, scaduta la deroga concessa al tecnico del Verona Salvatore Bocchetti per poter allenare in Serie A, Zaffaroni diventa il nuovo capo allenatore della squadra veneta, mantenendo comunque Bocchetti al proprio fianco. Il 4 gennaio 2023, al debutto sulla panchina veneta, pareggia per 1-1 contro il Torino, interrompendo la lunga striscia di sconfitte consecutive del Verona. Cinque giorni dopo, arriva la prima vittoria per 2-0 contro la Cremonese, scavalcata così in classifica. Il 7 maggio, battendo il Lecce per 0-1, il Verona scavalca lo Spezia terzultimo a quattro giornate dal termine. Mette insieme 26 punti in 23 partite, terminando la stagione regolare comunque al terzultimo posto, a pari punti con lo Spezia: l'11 giugno, il Verona batte i liguri per 1-3 nello spareggio finale, mantenendo la categoria.
Il 27 giugno seguente, Zaffaroni lascia ufficialmente il club gialloblu di comune accordo con la società.

#### Feralpisalò
Il 23 ottobre 2023 viene ingaggiato dalla Feralpisalò, penultimo in Serie B con cinque punti dopo dieci turni, subentrando all'esonerato Stefano Vecchi. Zaffaroni raccoglie 28 punti in altrettante partite ma non riesce a invertire il trend negativo della squadra che retrocede da penultima con 33 punti. Perciò a fine stagione non viene confermato dalla società.

#### Südtirol
Il 4 novembre 2024 viene ingaggiato dal Südtirol in sostituzione di Federico Valente. Zaffaroni firma un contratto fino al 30 giugno 2025 con opzione di rinnovo in caso di salvezza. Il 7 dicembre seguente viene esonerato dopo aver collezionato quattro sconfitte in altrettante partite.

## Statistiche

### Presenze e reti nei club
| Stagione          | Squadra           | Campionato        | Campionato | Campionato | Coppe nazionali | Coppe nazionali | Coppe nazionali | Coppe continentali | Coppe continentali | Coppe continentali | Altre coppe | Altre coppe | Altre coppe | Totale | Totale |
| Stagione          | Squadra           | Comp              | Pres       | Reti       | Comp            | Pres            | Reti            | Comp               | Pres               | Reti               | Comp        | Pres        | Reti        | Pres   | Reti   |
| ----------------- | ----------------- | ----------------- | ---------- | ---------- | --------------- | --------------- | --------------- | ------------------ | ------------------ | ------------------ | ----------- | ----------- | ----------- | ------ | ------ |
| 1986-1987         | Saronno           | Int.              | 30         | 1          | CI-D            | ?               | ?               | -                  | -                  | -                  | -           | -           | -           | 30+    | 1+     |
| 1987-1988         | Torino            | A                 | 0          | 0          | CI              | 0               | 0               | -                  | -                  | -                  | -           | -           | -           | 0      | 0      |
| 1988-1989         | Torino            | A                 | 0          | 0          | CI              | 5               | 0               | -                  | -                  | -                  | -           | -           | -           | 5      | 0      |
| Totale Torino     | Totale Torino     | Totale Torino     | 0          | 0          |                 | 5               | 0               |                    | -                  | -                  |             | -           | -           | 5      | 0      |
| 1989-1990         | Casarano          | C1                | 34         | 4          | CI-C            | ?               | ?               | -                  | -                  | -                  | -           | -           | -           | 34+    | 4+     |
| 1990-1991         | Taranto           | B                 | 36         | 1          | CI              | 4               | 0               | -                  | -                  | -                  | -           | -           | -           | 40     | 1      |
| 1991-1992         | Taranto           | B                 | 19         | 0          | CI              | 4               | 0               | -                  | -                  | -                  | -           | -           | -           | 23     | 0      |
| 1992-1993         | Taranto           | B                 | 33         | 0          | CI              | 3               | 1               | -                  | -                  | -                  | -           | -           | -           | 36     | 1      |
| Totale Taranto    | Totale Taranto    | Totale Taranto    | 88         | 1          |                 | 11              | 1               |                    | -                  | -                  |             | -           | -           | 99     | 2      |
| 1993-1994         | Solbiatese        | C2                | 15         | 3          | CI-C            | ?               | ?               | -                  | -                  | -                  | -           | -           | -           | 15+    | 3+     |
| 1994-1995         | Solbiatese        | C2                | 34         | 0          | CI-C            | ?               | ?               | -                  | -                  | -                  | -           | -           | -           | 34+    | 0+     |
| Totale Solbiatese | Totale Solbiatese | Totale Solbiatese | 49         | 3          |                 | ?               | ?               |                    | -                  | -                  |             | -           | -           | 49+    | 3+     |
| 1995-1996         | Legnano           | C2                | 32         | 4          | CI-C            | ?               | ?               | -                  | -                  | -                  | -           | -           | -           | 32+    | 4+     |
| 1996-1997         | Legnano           | CND               | 32         | 8          | CI-D            | ?               | ?               | -                  | -                  | -                  | -           | -           | -           | 32+    | 8+     |
| 1997-1998         | Legnano           | CND               | 34         | 13         | CI-D            | ?               | ?               | -                  | -                  | -                  | -           | -           | -           | 34+    | 13+    |
| Totale Legnano    | Totale Legnano    | Totale Legnano    | 98         | 25         |                 | ?               | ?               |                    | -                  | -                  |             | -           | -           | 98+    | 25+    |
| 1998-1999         | Saronno           | C1                | 33+2       | 4+0        | CI-C            | ?               | ?               | -                  | -                  | -                  | -           | -           | -           | 35+    | 4+     |
| 1999-2000         | Saronno           | C2                | 33         | 3          | CI-C            | ?               | ?               | -                  | -                  | -                  | -           | -           | -           | 33+    | 3+     |
| Totale Saronno    | Totale Saronno    | Totale Saronno    | 96+2       | 8+0        |                 | ?               | ?               |                    | -                  | -                  |             | -           | -           | 98+    | 8+     |
| 2000-2001         | Pro Patria        | C2                | 31+2       | 1+0        | CI-C            | ?               | ?               | -                  | -                  | -                  | -           | -           | -           | 33+    | 1+     |
| 2001-2002         | Pro Patria        | C2                | 34+4       | 3+1        | CI-C            | ?               | ?               | -                  | -                  | -                  | -           | -           | -           | 38+    | 4+     |
| 2002-2003         | Pro Patria        | C1                | 34         | 5          | CI-C            | ?               | ?               | -                  | -                  | -                  | -           | -           | -           | 34+    | 5+     |
| 2003-2004         | Pro Patria        | C1                | 32+2       | 3+0        | CI+CI-C         | 3+?             | 0+?             | -                  | -                  | -                  | -           | -           | -           | 37+    | 3+     |
| ago. 2004         | Pro Patria        | C1                | -          | -          | CI+CI-C         | 3+?             | 0+?             | -                  | -                  | -                  | -           | -           | -           | 3+     | 0+     |
| Totale Pro Patria | Totale Pro Patria | Totale Pro Patria | 131+8      | 12+1       |                 | 6+              | 0+              |                    | -                  | -                  |             | -           | -           | 145+   | 13+    |
| set. 2004-2005    | Monza             | C2                | 33+2       | 2+0        | CI-C            | ?               | ?               | -                  | -                  | -                  | -           | -           | -           | 35+    | 2+     |
| 2005-2006         | Monza             | C1                | 34+4       | 0          | CI+CI-C         | 2+0             | 0+0             | -                  | -                  | -                  | -           | -           | -           | 40     | 0      |
| 2006-2007         | Monza             | C1                | 29+4       | 0+1        | CI+CI-C         | 1+?             | 0+?             | -                  | -                  | -                  | -           | -           | -           | 34+    | 1+     |
| 2007-2008         | Monza             | C1                | 32         | 1          | CI-C            | ?               | ?               | -                  | -                  | -                  | -           | -           | -           | 32+    | 1+     |
| Totale Monza      | Totale Monza      | Totale Monza      | 128+10     | 3+1        |                 | 3+              | 0+              |                    | -                  | -                  |             | -           | -           | 141+   | 4+     |
| 2008-2009         | Turate            | D                 | 29         | 4          | CI-D            | ?               | ?               | -                  | -                  | -                  | -           | -           | -           | 29+    | 4+     |
| Totale carriera   | Totale carriera   | Totale carriera   | 673        | 62         |                 | 25+             | 1+              |                    | -                  | -                  |             | -           | -           | 698+   | 63+    |

### Statistiche da allenatore
Statistiche aggiornate al 7 dicembre 2024. In grassetto le competizioni vinte.
| Stagione                | Squadra                 | Campionato              | Campionato | Campionato | Campionato | Campionato | Coppe nazionali | Coppe nazionali | Coppe nazionali | Coppe nazionali | Coppe nazionali | Coppe continentali | Coppe continentali | Coppe continentali | Coppe continentali | Coppe continentali | Altre coppe | Altre coppe | Altre coppe | Altre coppe | Altre coppe | Totale | Totale | Totale | Totale | % Vittorie | Piazzamento       |
| Stagione                | Squadra                 | Comp                    | G          | V          | N          | P          | Comp            | G               | V               | N               | P               | Comp               | G                  | V                  | N                  | P                  | Comp        | G           | V           | N           | P           | G      | V      | N      | P      | %          | Piazzamento       |
| ----------------------- | ----------------------- | ----------------------- | ---------- | ---------- | ---------- | ---------- | --------------- | --------------- | --------------- | --------------- | --------------- | ------------------ | ------------------ | ------------------ | ------------------ | ------------------ | ----------- | ----------- | ----------- | ----------- | ----------- | ------ | ------ | ------ | ------ | ---------- | ----------------- |
| nov.-dic. 2009          | Perugia                 | 1D                      | 4          | 3          | 0          | 1          | CI+CI-LP        | 0+1             | 0+0             | 0+1             | 0+0             | -                  | -                  | -                  | -                  | -                  | -           | -           | -           | -           | -           | 5      | 3      | 1      | 1      | 60,00      | Sub., Interim     |
| 2010-2011               | Folgore Verano          | Ecc.                    | 34+4       | 15+2       | 10+2       | 9+0        | CI-Ecc.         | ?               | ?               | ?               | ?               | -                  | -                  | -                  | -                  | -                  | -           | -           | -           | -           | -           | 38     | 17     | 12     | 9      | 44,74      | 5º                |
| 2011-2012               | Folgore Caratese        | D                       | 36         | 11         | 17         | 8          | CI-D            | 4               | 2               | 1               | 1               | -                  | -                  | -                  | -                  | -                  | -           | -           | -           | -           | -           | 40     | 13     | 18     | 9      | 32,50      | 10º               |
| 2012-feb. 2013          | Folgore Caratese        | D                       | 22         | 8          | 9          | 5          | CI-D            | 1               | 0               | 0               | 1               | -                  | -                  | -                  | -                  | -                  | -           | -           | -           | -           | -           | 23     | 8      | 9      | 6      | 34,78      | Eson.             |
| Totale Folgore Caratese | Totale Folgore Caratese | Totale Folgore Caratese | 58         | 19         | 26         | 13         |                 | 5               | 2               | 1               | 2               |                    | -                  | -                  | -                  | -                  |             | -           | -           | -           | -           | 63     | 21     | 27     | 15     | 33,33      |                   |
| 2013-2014               | Caronnese               | D                       | 34+1       | 18+0       | 8+1        | 8+0        | CI-D            | 1               | 0               | 1               | 0               | -                  | -                  | -                  | -                  | -                  | -           | -           | -           | -           | -           | 36     | 18     | 10     | 8      | 50,00      | 4º                |
| 2014-2015               | Caronnese               | D                       | 38+1       | 19+0       | 14+0       | 5+1        | CI-D            | 2               | 1               | 0               | 1               | -                  | -                  | -                  | -                  | -                  | -           | -           | -           | -           | -           | 41     | 20     | 14     | 7      | 48,78      | 5º                |
| 2015-2016               | Caronnese               | D                       | 38+2       | 24+2       | 10+0       | 4+0        | CI-D            | 2               | 1               | 0               | 1               | -                  | -                  | -                  | -                  | -                  | -           | -           | -           | -           | -           | 42     | 27     | 10     | 5      | 64,29      | 2º                |
| Totale Caronnese        | Totale Caronnese        | Totale Caronnese        | 110+4      | 61+2       | 32+1       | 17+1       |                 | 5               | 2               | 1               | 2               |                    | -                  | -                  | -                  | -                  |             | -           | -           | -           | -           | 119    | 65     | 34     | 20     | 54,62      |                   |
| 2016-2017               | Monza                   | D                       | 34+4       | 24+4       | 8+0        | 2+0        | CI-D            | 1               | 0               | 0               | 1               | -                  | -                  | -                  | -                  | -                  | -           | -           | -           | -           | -           | 39     | 28     | 8      | 3      | 71,79      | 1º (prom.)        |
| 2017-2018               | Monza                   | C                       | 36+1       | 16+0       | 10+0       | 10+1       | CI-C            | 3               | 1               | 1               | 1               | -                  | -                  | -                  | -                  | -                  | -           | -           | -           | -           | -           | 40     | 17     | 11     | 12     | 42,50      | 4º                |
| lug.-ott. 2018          | Monza                   | C                       | 8          | 3          | 2          | 3          | CI+CI-C         | 2+0             | 1+0             | 0+0             | 1+0             | -                  | -                  | -                  | -                  | -                  | -           | -           | -           | -           | -           | 10     | 4      | 2      | 4      | 40,00      | Eson.             |
| Totale Monza            | Totale Monza            | Totale Monza            | 78+5       | 43+4       | 20+0       | 15+1       |                 | 6               | 2               | 1               | 3               |                    | -                  | -                  | -                  | -                  |             | -           | -           | -           | -           | 89     | 49     | 21     | 19     | 55,06      |                   |
| 2019-2020               | AlbinoLeffe             | C                       | 27+1       | 10+0       | 9+1        | 8+0        | CI-C            | 2               | 1               | 0               | 1               | -                  | -                  | -                  | -                  | -                  | -           | -           | -           | -           | -           | 30     | 11     | 10     | 9      | 36,67      | 7º                |
| 2020-2021               | AlbinoLeffe             | C                       | 38+8       | 14+4       | 15+2       | 9+2        | CI              | 2               | 1               | 0               | 1               | -                  | -                  | -                  | -                  | -                  | -           | -           | -           | -           | -           | 48     | 19     | 17     | 12     | 39,58      | 7º                |
| Totale Albinoleffe      | Totale Albinoleffe      | Totale Albinoleffe      | 65+9       | 24+4       | 24+3       | 17+2       |                 | 4               | 2               | 0               | 2               |                    | -                  | -                  | -                  | -                  |             | -           | -           | -           | -           | 78     | 30     | 27     | 21     | 38,46      |                   |
| lug.-dic. 2021          | Cosenza                 | B                       | 16         | 4          | 3          | 9          | CI              | 1               | 0               | 0               | 1               | -                  | -                  | -                  | -                  | -                  | -           | -           | -           | -           | -           | 17     | 4      | 3      | 10     | 23,53      | Eson.             |
| dic. 2022-2023          | Verona                  | A                       | 23+1       | 6+1        | 8+0        | 9+0        | CI              | -               | -               | -               | -               | -                  | -                  | -                  | -                  | -                  | -           | -           | -           | -           | -           | 24     | 7      | 8      | 9      | 29,17      | Sub., 17º         |
| ott. 2023-2024          | Feralpisalò             | B                       | 28         | 7          | 7          | 14         | CI              | -               | -               | -               | -               | -                  | -                  | -                  | -                  | -                  | -           | -           | -           | -           | -           | 28     | 7      | 7      | 14     | 25,00      | Sub., 19º (retr.) |
| nov.-dic. 2024          | Südtirol                | B                       | 4          | 0          | 0          | 4          | CI              | -               | -               | -               | -               | -                  | -                  | -                  | -                  | -                  | -           | -           | -           | -           | -           | 4      | 0      | 0      | 4      | &0,00      | Sub., Eson.       |
| Totale carriera         | Totale carriera         | Totale carriera         | 443        | 195        | 136        | 112        |                 | 22              | 8               | 4               | 10              |                    | -                  | -                  | -                  | -                  |             | -           | -           | -           | -           | 465    | 203    | 140    | 122    | 43,66      |                   |

## Palmarès

### Allenatore

#### Competizioni interregionali
- Serie D: 1

Monza: 2016-2017

#### Competizioni nazionali
- Scudetto Dilettanti: 1

Monza: 2016-2017